# 土佐國
土佐國（日语：〔〕／ Tosanokuni */?），日本古代的令制國之一，屬南海道，又稱土州。土佐國的領域即為現在的高知縣。

## 歷史
土佐國的首都位於現今日本南國市附近。土佐神社被奉為土佐國的一宮。
在戰國時代，土佐國受長宗我部氏所統治。長宗我部元親在位其間，曾一度統一四國。可惜後來在豊臣秀吉的攻擊下，只剩下土佐國本身的領土，並在後來關原之戰中戰敗，失去所有領地。最後，土佐國被封與戰國名將山内一豐。

相比之下，土佐國不算富庶，在長宗我部氏管理期間，國內亦沒有堅固的城堡作防。在關原之戰後，才設立了以城堡作防的高知市，直到現在它依然是四國中的一個重鎮。

在江戶時代，土佐國由土佐藩管治。日本維新時期的名人坂本龍馬小時候也出身於此。

## 郡
- 安藝郡
- 香美郡
- 長岡郡
- 土佐郡
- 吾川郡
- 高岡郡
- 幡多郡

## 相關項目
- 日本令制國列表